# Gramática universal
Gramática universal é uma teoria linguística da escola transformacional e generativa que afirma que determinados princípios comuns, governados no cérebro humano pelo Dispositivo de Aquisição de Linguagem, que subjazem a todas as línguas naturais. Essa teoria vai além da gramática nocional - proposta por Otto Jespersen em 1922, no seu livro Language, its nature, Development and Origin -, da qual é herdeira, e defende que tais princípios são inatos. A gramática universal investiga, portanto, quais características linguísticas são comuns a todas as línguas do mundo - por exemplo, o fato de todas terem vogais. É uma gramática de base comparativa, que procura descrever e classificar todos os fatos que ocorrem universalmente em todas as línguas (isto é, os universais linguísticos) (TRAVAGLIA, 1998).
Essa teoria não afirma que todas as línguas naturais tenham a mesma gramática ou que todos os humanos estejam "programados" com uma estrutura que subjaz a todas as expressões de línguas humanas, mas que existe uma série de regras que ajudam as crianças a adquirir sua língua materna. Dois linguistas que tiveram influência considerável nessa área, seja diretamente ou mediante a escola que promoveram, são Noam Chomsky e Richard Montague.
A gramática universal, na sua forma atual, pensada por Chomsky, seria aplicável a qualquer língua humana, seja na forma escrita como na forma verbal. A origem dessa concepção, conforme reconhece o próprio Chomsky, é a Grammaire générale et raisonnée contenant les fondemens de l'art de parler, expliqués d'une manière claire et naturelle (1660), de Port-Royal, contrapartida da Logique ou l'art de penser, também escrita por membros do movimento jansenista centralizado em Port-Royal. A gramática de Montague, uma semântica aplicada diretamente às línguas naturais desenvolvida por Richard Montague, é outro exemplo de gramática universal. Todavia, as abordagens de Montague e de Chomsky se opõem radicalmente: segundo Montague, a semântica faz parte da lógica, e não da psicologia, e não é necessário que uma regra sintática ou que uma regra de interpretação semântica seja imputada a um locutor, como quer Chomsky.

## Subsistemas
Os princípios da gramática universal são subsistemas ou módulos como teoria da ligação (binding theory), teoria do controle (control theory), teoria do governo (government theory), teoria teta (theta theory) e outras - cada um com um grau limitante de variações paramétricas.

### Teoria da ligação
Refere-se à distribuição de elementos anafóricas (pronomes e outros). Um pronome (um "ligador") normalmente tem um antecedente (uma "ligação") ao contexto. O objetivo da teoria de ligação é identificar a relação sintática que pode ou deve conter entre um determinado pronome ou substantivo e seu antecedente (ou pós-cedente). É uma teoria de linguagem da gramática gerativa desenvolvida por Noam Chomsky, em 1982, que procura explicar os princípios e condições de uma gramática universal (GU).

### Teoria do controle
É um módulo de GU responsável pela determinação da referência livre ou ligada de PRO.

## O caso dosPirahãsos chamados noBrasil"homensBits"
Recentemente, o linguista Dan Everett, antigo aluno de Chomsky, questionou a teoria da regra universal aplicável a todas as línguas faladas no mundo. Desde os anos 1970, Everett e sua mulher estudam a tribo Pirahã, que vive às margens do rio Maici, no Amazonas. A tribo fala uma língua que aparentemente não está relacionada com nenhuma outra. Everett afirma que os Pirahã não demonstram fazer uso de um recurso linguístico que consiste em combinar duas ideias em um único enunciado (exemplo: "o homem caminha pela rua" e "o homem está usando uma cartola": "O homem que está usando uma cartola caminha pela rua"). Segundo Chomsky, esse recurso seria um marco comum a todos os idiomas. Além disso, Everett dúvida que os Pirahã sejam um caso isolado. "Acredito que uma das razões de não termos encontrado outros grupos como este é porque, simplesmente, disseram-nos que não era possível", declarou a The New Yorker. Os Pirahã usam apenas oito consoantes e três vogais, mas o seu idioma possui grande variedade de tons, sílabas longas e sílabas fortes, e eles podem usar recursos como cantar, cantarolar baixo ou assobiar conversas inteiras. Os fonemas incluem também sons lamentosos nasais, respirações curtas e precisas e sons feitos com estalos ou simplesmente por bater os lábios. As diferenças de significado entre palavras pode depender apenas de mudanças de volume: "amigo" e "inimigo" diferem apenas no volume de uma única sílaba. Os Pirahã também não têm palavras para designar números ou quantidades – termos como "tudo", "cada um", "cada", "muito" ou "pouco" -, algo que era considerado comum a todas as línguas.